# Aéroport municipal de Parry Sound
L'aéroport municipal de Parry Sound est un aéroport situé en Ontario, au Canada.